# Annie Jones
Pour les articles homonymes, voir Jones et Ann Jones.
Annie Jones (14 juillet 1865-22 octobre 1902) est une femme probablement atteinte d'hirsutisme qui dès son enfance est exhibée du fait de sa particularité physique dans les spectacles de divertissement américain à la fin du XIXe siècle (ou « freak show »).
Porte-parole des artistes exhibés du fait de leur physique hors-normes, elle tente de faire d'abolir le terme sensationnaliste « freak » ayant une connotation négative contribuant à dégrader la dignité humaine.

## Biographie
Annie Jones nait en Virginie en 1865. Dès sa naissance, son menton est couvert d'un épais duvet, probablement lié à un symptôme d'un dérèglement hormonal nommé l'hypertrichose.
À seulement neuf mois, l’enfant est exhibée dans un musée du quartier de Broadway à New York, moyennant une rémunération à l’occasion d’une exposition organisée par le célèbre Phineas Barnum. À l'âge de 5 ans, elle porte une moustache dont le photographe Mathew Brady a pris le portrait de l'enfant en 1865.
En 1880, à l'âge de quinze ans, elle épouse Richard Elliot, un « aboyeur », nom attribué aux personnes qui tentent d'attirer des passants à des événements de divertissement. Leur mariage se termine par un divorce en 1895. Peu de temps après, Jones épouse William Donovan, qui devient officiellement son producteur et avec qui elle tourne à travers l’Europe entière pendant quatre ans. Lorsque son époux meurt subitement, elle rejoint à nouveau le cirque Barnum aux États-Unis. Elle devient l'un des artistes les mieux payés gagnant environ 500 dollars par semaine.
Elle s'est également distinguée comme étant porte-parole des artistes de spectacle exhibés liés à leurs particularités physiques hors-normes et malformations. Elle s'est particulièrement engagée contre l'utilisation du mot « Freak » (traduit comme « monstre humain » ou « bête curieuse ») qu'elle considérait comme dégradant à la dignité humaine.
Elle meurt  en 1902, à l'âge de 37 ans, d'une tuberculose,.